# Dagon, la secta del mar
Dagon, la secta del mar és una pel·lícula hispanoestatunidenca de la productora Fantastic Factory. Dirigida per Stuart Gordon i protagonitzada per Ezra Godden, Raquel Meroño, Francisco Rabal i Macarena Gómez, es va estrenar el 2001. Es tracta d'una adaptació cinematogràfica del relat d'H. P. Lovecraft "L'ombra sobre Innsmouth (1931)".
S'ha doblat en català per als cinemes el 31 d'octubre de 2001, que també s'ha emès a TV3 el 17 de juny de 2004.

## Sinopsi
En Paul i la seva xicota Barbara estan celebrant l'èxit de la seva nova empresa punt com amb en Howard, el seu soci, i la Vicki, la seva dona. Tots quatre estan gaudint de les vacances al vaixell d'en Howard, a la costa de Galícia. Els problemes comencen quan el vaixell xoca contra un escull i deixa la Vicki atrapada entre les restes. En Howard s'hi queda mentre en Paul i la Barbara van cap al poble més proper a la recerca d'ajuda. Arriben a un decrèpit poble de pescadors anomenat Imboca que sembla desert, però uns ulls incapaços de parpellejar els observen des de les finestres. Apareixen uns estranys habitants oferint ajuda, i en Paul finalment convenç uns pescadors perquè l'ajudin a tornar al vaixell. Un cop allà descobreix amb sorpresa que en Howard i la Vicki han desaparegut. Quan cau la nit, la Barbara és segrestada a l'hotel del poble. En tornar, en Paul es veu perseguit pels estranys habitants del poble. Fugint per salvar-se, en Paul descobreix el fosc secret d'Imboca. Tots adoren Dagó, un monstruós dimoni del mar. Tots els forasters són sacrificats; els homes escorxats vius i les dones ofertes com a núvies per satisfer la cruel criatura. El resultat: els Profunds, meitat humà i meitat animal marí, habiten el poble.

## Repartiment
La pel·lícula va ser doblada al català l'any 2001 per l'estudi Soundtrack (a Barcelona).
| Personatge            | Intèrpret        | Actor de doblatge |
| --------------------- | ---------------- | ----------------- |
| Paul Marsh / Pablo    | Ezra Godden      | Santi Lorenz      |
| Barbara               | Raquel Meroño    | Núria Mediavilla  |
| Ezequiel              | Francisco Rabal  | Lluís Marco       |
| Uxía Cambarro         | Macarena Gómez   | Maria Moscardó    |
| Howard                | Brendan Price    | Claudi García     |
| Vicki                 | Birgit Bofarull  | Alicia Laorden    |
| sacerdot              | Ferran Lahoz     | –                 |
| Xavier Cambarro       | Joan Minguell    | –                 |
| capità Orfeo Cambarro | Alfredo Villa    | –                 |
| mare de l'Ezequiel    | Uxía Blanco      | –                 |
| pare de l'Ezequiel    | Javier Sandoval  | –                 |
| Ezequiel de nen       | Victor Barreira  | –                 |
| recepcionista         | José Lifante     | –                 |
| sacerdot catòlic      | Fernando Gil     | –                 |
| nen                   | Jorge Luis Pérez | –                 |

## Producció
La pel·lícula és una producció de Castelao Producciones, Estudio Picasso i Fantastic Factory (Filmax). Alguns entrevistadors van preguntar si era difícil convèncer a Raquel Meroño que l'encadenarien a la força i la penjaven nua com a part del seu paper. Com deia Stuart Gordon: "Mai abans havia fet una escena de nu. És una gran estrella de la televisió a Espanya". , així que per ella fer això va ser molt valent i també molt exigent físicament".

## Estrena
La pel·lícula es va estrenar a les sales d'Espanya el 31 d'octubre de 2001; estrenant-se a 117 cinemes i ocupant el lloc número 20 a les llistes el cap de setmana d'obertura on va recaptar 101.273 dòlars amb una mitjana de 860 dòlars. Més tard, la pel·lícula recaptaria 43.773 dòlars, fins a arribar a 145.046 dòlars, o 212.699 euros en moneda espanyola.

## Distinctions
- Nominació al premi a la millor pel·lícula al Festival de Stiges l'any 2001.
- Nominació al premi a la millor pel·lícula al festival Fantasporto l'any 2002.
- Nominació a millor fotografia i millors efectes especials (David Martí), als Premis DVD Exclusive de 2003.
- Nominació a la millor versió de DVD per l'Acadèmia de Cinema de Ciència-ficció, Fantasia i Terror l'any 2003.

## Curiositats
- "Dagon, la secta del mar" va ser l'última pel·lícula de l'actor Francisco Rabal, que va morir uns mesos abans de l'estrena de la pel·lícula.